# 34569 Bryanlim
34569 Bryanlim este o planetă minoră (asteroid) din centura de asteroizi. A fost descoperită pe 30 septembrie 2000 la Experimental Test Site⁠(d) de Lincoln Near-Earth Asteroid Research. 
Obiectul prezintă o orbită caracterizată de o semiaxă mare de 2,7964693 UAi, o excentricitate de 0,06, o înclinație de 5,25949 ° în raport cu ecliptica.